# Magniezia guinensis
Magniezia guinensis är en kräftdjursart som beskrevs av Pedro Ivo Soares Braga 1950. Magniezia guinensis ingår i släktet Magniezia och familjen Stenasellidae. Inga underarter finns listade i Catalogue of Life.